# Deczanie
Deczanie, Děčané – plemię zachodniosłowiańskie zaliczane do grupy plemion czeskich zamieszkujących dorzecze Łaby u podnóża Rudaw w Kotlinie Czeskiej (północne Czechy w rejonie Děčína). Do grupy tej zalicza się plemiona: Pszowian, Zliczan, Litomierzyców, Dulebów, Łuczan, Siedliczan i Lemuzów. Wzmiankowani w dokumencie biskupstwa praskiego z 1086 roku (Dasena [Daciane]).